# Publicis Groupe
Publicis Groupe er en fransk multinational markedsførings- og PR-virksomhed, der blev grundlagt i 1926 af Marcel Bleustein-Blanchet. Hovedaktionær er hans datter, Élisabeth Badinter, og den administreres af Arthur Sadoun. Der det en af de tre vigtigste markedsførings- og kommunikationsgrupper i verden efter omsætning, og er til stede i hundrede lande på fem kontinenter og beskæftiger omkring 80.000 ansatte.